# ティフアナ・ブルズ
ティフアナ・ブルズ (英語: Tijuana Bulls、トロス・デ・ティフアナ (スペイン語: Toros de Tijuana) は、メキシコ合衆国バハ・カリフォルニア州ティフアナに本拠地を置くリーガ・メヒカーナ・デ・ベイスボルのプロ野球チームである。